# Dubăsari
Dubăsari (russisk:Дубоссары), (ukrainsk:Дубоссари) og undertiden benævnt Dubossary, er en by i den autonome republik Transnistrien (del af Moldova), med et indbyggertal (pr. 2004) på ca. 28.500. Byen ligger ved bredden af floden Dnestr.

## Etymologi
Byens navn er flertalsformen af det rumænske arkaiske ord dubăsar, som er dannet af Duba (en lille træbåd), så Dubăsari betyder bådsmænd.

## Historie
Dubăsari er en af de ældste bebyggelser i Moldova. I byen og dens opland har der været flere arkæologiske fund fra stenalderen, og der er flere gravhøje, som formodentlig er skytiske.
Den første omtale af Dubăsari stammer fra begyndelsen af det 16. århundrede, hvor byen omtales som et marked med moldaviske bønder. 1792 blev byen en del af det Russiske kejserrige, og 1795 fik byen bystatus.
I 1924-1940 var Dubăsari del af den sovjetisk oprettede Moldoviske ASSR. I perioden før 2. verdenskrig blev byen industrialiseret. Da krigen brød ud i 1940, besatte af Sovjetunionen området Besarabien og det nordlige Bukivina. Det besatte område blev herefter en del af den nyoprettede Moldoviske SSR. Tyske og rumænske tropper besatte byen den 27. juni 1941. Først i sommeren 1944 lykkedes det sovjetiske styrker at generobre byen.
I 1951-1954 etableredes Dubăsari dæmningen. Det førte til dannelsen af Dubăsari søen og bygningen af vandkraftværket Dubossarskaya GES med en ydelse på 48 MW.
I perioden 1990-1992 var der flere større konflikter i Dubăsari og byens forstæder. I 1992 udartede de sig til Transnistrienkrigen som endte med dannelsen af den autonome republik Transnistrien.
Krigen i 1992 gjorde betydelig skade på byens økonomi.

## Befolkning
Resultatet af de sidste folketællinger.
| År                   | 1989   | 2004   |
| -------------------- | ------ | ------ |
| moldovere (rumænere) | 15.414 | 8.954  |
| ukrainere            | 10.718 | 8.062  |
| russere              | 8.087  | 5.891  |
| hviderussere         |        | 153    |
| bulgarere            |        | 104    |
| armeniere            |        | 90     |
| polakker             |        | 49     |
| gagauzianere         |        | 66     |
| jøder                |        | 46     |
| tyskere              |        | 39     |
| romaer               |        | 31     |
| øvrige               | 1.587  | 165    |
| i alt                | 35.806 | 23.650 |

## Berømte personer fra byen
- Vasile Iovv, moldoviske kommunistiske politiker, adjungeret af statsministeren for Republikken Moldova [2]
- Vlad Grecu, en moldovisk forfatter